# Орта-даш-Фигейраш
Орта-даш-Фигейраш (порт.  Horta das Figueiras) - фрегезия (район) в муниципалитете Эвора  округа Эвора в Португалии. Территория – 42,76 км². Население – 8305 жителей. Плотность населения – 194,2 чел/км².